# Sidi M'Hamed
Sidi M'Hamed là một đô thị thuộc tỉnh Alger, Algérie. Dân số thời điểm năm 2002 là 90.455 người.